# GSC842-1135
GSC842-1135 — хімічно пекулярна зоря спектрального класу O9, що має видиму зоряну величину в смузі V приблизно  9,9.
Вона  розташована на відстані близько 6656,3 світлових років від Сонця
й віддаляється від нас зі швидкістю близько 155 км/сек.

## Пекулярний хімічний склад
Зоряна атмосфера GSC842-1135 має підвищений вміст 
He
.